# تيد سوندكويست
تيد سوندكويست (بالإنجليزية: Ted Sundquist)‏ هو ضابط أمريكي، ولد في 1 مايو 1962 في هيوستن في الولايات المتحدة.